# Temporada da Desportiva Ferroviária de 2013

## Partidas disputadas
| #  | Data            | Competição          | Rodada | Mandante               | Placar | Visitante              | Ref.   |
| -- | --------------- | ------------------- | ------ | ---------------------- | ------ | ---------------------- | ------ |
| 01 | 06 de Janeiro   | Jogo-treino         | #      | Delta                  | 0-4    | Desportiva             | [ 1 ]  |
| 02 | 18 de Janeiro   | Copa dos Campeões   | #      | Aracruz                | 3-2    | Desportiva Ferroviária | [ 2 ]  |
| 03 | 26 de Janeiro   | Campeonato Capixaba | 1ª     | Desportiva Ferroviária | 2-2    | São Mateus             | [ 3 ]  |
| 04 | 01 de Fevereiro | Campeonato Capixaba | 2º     | Botafogo               | 0-2    | Desportiva             | [ 4 ]  |
| 05 | 08 de Fevereiro | Campeonato Capixaba | 3ª     | Desportiva Ferroviária | 5-1    | Espírito Santo         | [ 5 ]  |
| 06 | 16 de Fevereiro | Campeonato Capixaba | 4º     | Vitória                | 0-5    | Desportiva             | [ 6 ]  |
| 07 | 23 de Fevereiro | Campeonato Capixaba | 5ª     | Desportiva Ferroviária | 2-1    | Rio Branco             | [ 7 ]  |
| 08 | 27 de Fevereiro | Pré-Copa do Brasil  | #      | Atlético Acreano       | 1-1    | Desportiva             | [ 8 ]  |
| 09 | 03 de Março     | Campeonato Capixaba | 7ª     | Desportiva Ferroviária | 2-1    | Estrela do Norte       | [ 9 ]  |
| 10 | 06 de Março     | Campeonato Capixaba | 6ª     | Aracruz                | 2-1    | Desportiva Ferroviária | [ 10 ] |
| 11 | 09 de Março     | Campeonato Capixaba | 8ª     | Real Noroeste          | 1-0    | Desportiva Ferroviária | [ 11 ] |
| 12 | 13 de Março     | Pré-Copa do Brasil  | #      | Desportiva Ferroviária | 5-4    | Atlético Acreano       | [ 12 ] |
| 13 | 16 de Março     | Campeonato Capixaba | 10ª    | São Mateus             | 2-2    | Desportiva Ferroviária | [ 13 ] |
| 14 | 20 de Março     | Campeonato Capixaba | 11ª    | Desportiva Ferroviária | 2-1    | Botafogo               | [ 14 ] |
| 15 | 23 de Março     | Campeonato Capixaba | 12ª    | Espírito Santo         | 2-2    | Desportiva Ferroviária | [ 15 ] |
| 16 | 27 de Março     | Campeonato Capixaba | 11ª    | Desportiva Ferroviária | 2-1    | Linhares               | [ 16 ] |
| 17 | 30 de Março     | Campeonato Capixaba | 13ª    | Desportiva Ferroviária | 1-0    | Vitória                | [ 17 ] |
| 18 | 03 de Abril     | Campeonato Capixaba | 14º    | Rio Branco             | 2-3    | Desportiva             | [ 18 ] |
| 19 | 06 de Abril     | Campeonato Capixaba | 15ª    | Desportiva Ferroviária | 2-1    | Aracruz                | [ 19 ] |
| 20 | 10 de Abril     | Copa do Brasil      | #      | Desportiva Ferroviária | 1-4    | Figueirense            | [ 20 ] |
| 21 | 13 de Abril     | Campeonato Capixaba | 16ª    | Estrela do Norte       | 1-1    | Desportiva Ferroviária | [ 21 ] |
| 22 | 20 de Abril     | Campeonato Capixaba | 17ª    | Desportiva Ferroviária | 1-1    | Real Noroeste          | [ 22 ] |
| 23 | 27 de Abril     | Campeonato Capixaba | 18ª    | Linhares               | 2-0    | Desportiva Ferroviária | [ 23 ] |

}